# 矢沢透
矢沢 透（やざわ とおる、1949年2月6日 - ）は、神奈川県横須賀市生まれの音楽家・実業家。フォークグループ・アリスのドラマー。柳家金語楼に似ていたことから「キンちゃん」の愛称で親しまれている。所属事務所はカロスエンターテイメント。

## 来歴
中学2年でドラムを始め、1965年、ジャズトランペット奏者・中野彰のバンドボーイに応募して採用され、高校を退学し上京。
1966年、17歳のジャズ・ドラマーとしてデビュー。
1968年、渡辺プロに所属し、ザ・ピーナッツや布施明らのバックバンドをつとめた。
1970年、東京を拠点に活動するプロのソウルバンド「ブラウン・ライス」のゲスト・ドラマーだった矢沢は、1970年の米国ツアーにて関西のフォークシンガーでロック・キャンディーズの谷村新司と出会って意気投合し、帰国後にはプロのフォークグループとしてともに活動することを約束する。1971年12月25日に谷村と堀内孝雄で西心斎橋2丁目にあるビジネスホテル・大阪帝国ホテルの一室にて、矢沢が合流することを前提に「アリス」を結成。翌1972年3月5日、シングル「走っておいで恋人よ」でデビュー。同年5月5日、矢沢が正式に合流し、晴れて現在のアリスになった。
デビュー当初のアリスは、商業的には鳴かず飛ばずの低迷状態が続いていた。そのため、ドラムの代わりに手軽に運べるコンガを持ち運びながら、メンバーとマネージャーだけで全国各地を回って地道なステージをこなしていた。
アリスの代表曲の多くは、作詞を谷村、作曲を堀内と谷村、編曲を矢沢が担当している。アルバムには矢沢の作曲した曲も少なくなく、スタジオでは自作曲のボーカルも務めた。ライヴではドラムのみならずピアノの演奏を担当することもある。
アリスでの活動後期、各メンバーがソロ活動を活発化させる中、矢沢も全曲オリジナルのソロ・アルバム『バラエティ・ツアー』を1978年にリリースした。
1981年のアリス活動休止後、ジョン・スタンレー (John.J.Stanley) （ボーカル。のちの八神純子の夫）や鷺巣詩郎（キーボード）とともに、音楽ユニット「BLEND」として活動した。
「BLEND」解散後、六本木にて串焼き屋、神保町にてギターショップを経営しつつ、アリスの単発的な活動再開が三度あり、2000年、2005年、2009年にはNHK紅白歌合戦にも出場している。また、2008年にリリースされた谷村のアルバム『音帰し リクエストライヴ・アルバム ～Theゲネプロ～』ではアリスの曲「明日への讃歌」がセルフカバーされており、その録音に堀内とともに参加したことが翌2009年の再活動につながった。
2011年より、ギタリストの住出勝則（元シグナル）、滝ともはると3人でグループ「HUKUROH」を結成。アリスの初期を彷彿させるコンガのリズムでサウンドの芯を支えている。
2020年9月には、仕事への復帰を果たしている。
2021年4月から渋谷クロスFMにて同じ事務所の後輩、緑川ちひろと共に「矢沢透の飲食応援団」のMCを務めている。
2024年6月自身のバンド「HUKUROH（フクロウ）」から「SORISE（ソライズ）」へ改名、ドラムを取り入れ新曲を渋谷のコンサートにてお披露目した。
現在、東京都内の六本木（串焼き店）と神保町（ギターショップ）に店を持つ実業家でありながら、ラジオ出演やSORISEのコンサートなど活動を続けている。

## 作品

### アリス名義
- 作詞・作曲
  - 風に星に君に
  - あなたがいるだけで
  - 緑をかすめて
  - ある日の午後
  - 僕の想うこと
  - 夏の終りに
  - 想春賦
- 作曲
  - Western Dream
  - リューズ
  - Voyager
  - LOVE SONGを忘れない
  - アガサ
  - テーブルという名の海
  - 4月の魚
  - 19の時
  - I.C.WORLD
  - CAT IN THE RAIN（難波正司と共作）
  - 自分白書－My Statement－
  - メシア－救世主－
  - 黄色いかもめ
  - 逃亡者
  - ゴールは見えない
  - ルート・サンシャイン
  - センチメンタル・ブルース
  - レンガ通り
  - やさしさに包まれて
  - 白い夏（堀内孝雄と共作）
- 作詞
  - 最後のアンコール
  - 音の響き

### 作曲提供
- 中沢初絵 中国恋魔術・フランス映画の女
- 早見優 アリバイのない女たち
- 布川敏和 奪われた週末

## 出演

### ラジオ
- アリス矢沢透の飲食応援団！（2021年4月 - 2023年3月30日、渋谷クロスFM）[6]
- アリス矢沢透のなんでも応援団！（2023年4月6日 - 、渋谷クロスFM）[6]